# Geboorteplaats
De geboorteplaats van een persoon is de locatie waar die persoon geboren is. Vaak gaat het om de geboortegemeente (in Nederland de gemeente waar een persoon geboren is zoals die gold ten tijde van de geboorte) en eventueel een nadere aanduiding van de locatie.
De aangifte van de geboorte van een baby moet in Nederland en in België verricht worden in deze gemeente. De gemeentenaam zal geregistreerd worden in de geboorteakte en kan hierna nooit meer gewijzigd worden. Ook als de gemeente wordt opgeheven, overgaat in een andere gemeente of van naam verandert, wordt de geboorteplaats niet gewijzigd.
Samen met de voornaam of voornamen, achternaam, en geboortedatum vormt de geboorteplaats over het algemeen een unieke combinatie van gegevens, zodat iedere persoon afzonderlijk te herkennen is voor de overheid. Bij veel officiële formulieren moeten dan ook de geboorteplaats en geboortedatum ingevoerd worden; deze worden ook allebei vermeld op het paspoort en rijbewijs.
De geboorteplaats van een kind was in Nederland vaak ook de woonplaats van de ouders, doordat veel moeders thuis konden bevallen. Thans wordt een  kind haast altijd in een ziekenhuis geboren en dat kan zijn  in een andere gemeente dan waar de ouders wonen. Dan is de geboorteplaats van het kind de gemeente waar het ziekenhuis zich bevindt. 

## Kennisgeving van geboorte
Sinds 1984 is het in België ook verplicht voor het medische personeel dat aanwezig was bij de bevalling om een kennisgeving van geboorte te zenden aan de ambtenaar van de Burgerlijke Stand. Hierdoor krijgt de ambtenaar, als het goed is, de gegevens van elk kind tweemaal.

## Uitzonderingen
Bij vondelingen wordt de vindplaats gebruikt als geboorteplaats, tenzij de ouders en nadere details over de bevalling later bekend worden. Het bepalen van de  geboorteplaats van baby’s die geboren worden in auto's, en met name in vliegtuigen en op boten, is nog weleens problematisch, soms geldt dat ook voor de nationaliteit. Bij vliegreizen en bootreizen wordt de plaats met geografische lengte en breedte op het moment van de geboorte geregistreerd.